# Казімеж Скібінський
Казі́меж Мі́хал Скібі́нський (пол. Kazimierz Michał Skibiński; 6 березня 1786, Вільно, нині Вільнюс, Литва — 17 лютого (1 березня) 1858, Кам'янець-Подільський, нині Хмельницької області, Україна) — польський актор, співак, режисер, директор театру. Чоловік співачки Вільгельміни Скібінської, батько інженера Кароля Скібінського. Автор «Спогадів актора», посмертно виданих 1912 року у Варшаві.

## Мемуари
1912 року польський історик театру Мечислав Руліковський видав у Варшаві «Спогади актора» Скібінського. У «Передмові видаця», завершеній 1 липня 1912 року, Руліковський зокрема висловив щиру подяку Олександрові Прусевичу з Кам'янця-Подільського за люб'язно надану копію свідоцтва про смерть Скібінського.